# Pallacanestro Cantù 1967-1968
Questa voce raccoglie le informazioni riguardanti la Pallacanestro Cantù nelle competizioni ufficiali della stagione 1967-1968.

## Stagione
La stagione 1967-1968 della Pallacanestro Cantù sponsorizzata Oransoda, è la 13ª nel massimo campionato italiano di pallacanestro, la Serie A.
Il 21 luglio 1967 muore il Commendatore Ettore Casella, presidente della società, e il suo posto viene preso dal figlio Erminio che ottenne la guida della società. Nel frattempo l'allenatore Borislav Stanković decide di svecchiare la squadra, così vennero sacrificati i giocatori avanti con l'età, perfino il capitano Giancarlo Sarti. Furono rinunce difficili che Stanković volle fortemente in quanto credeva nei giovani che aveva a disposizione, in particolare in Antonio Frigerio che ereditò i gradi di capitano.
Inoltre il 26 ottobre viene inaugurato il "college", una struttura sul modello americano in grado di ospitare giovani talenti provenienti da fuori, nato dall'idea lungimirante di Aldo Allievi, Borislav Stanković, Gianni Corsolini e Arnaldo Taurisano, un'organizzazione unica che a cui tempi nessuno ancora faceva.
Al Parini, il 7 aprile 1968, arrivò il Simmenthal Milano, campione d'Italia in carica. Cantù era divisa dalla conquista del suo primo scudetto da una sola partita, così i campioni in carica furono costretti ad arrendersi 71-58 e i canturini divennero campioni d'Italia. Inoltre Cantù divenne la più piccola città ad aver vinto uno scudetto. Il successo venne dedicato al compianto presidente Ettore Casella che aveva sempre sognato una grande squadra per Cantù ma non riuscì a vederla trionfare.

## Roster
- Antonio Frigerio
- Bob Burgess
- Flavio Cossettini
- / Alberto De Simone
- / Carlos D'Aquila
- Fabrizio Della Fiori
- Alberto Merlati
- Carlo Recalcati
- Giuliano Tirabosco
- Marino
- Munafò
- Rossi

Allenatore:  Borislav Stanković

## Mercato
| Acquisti | Acquisti             | Acquisti | Acquisti   |
| R.       | Nome                 | da       | Modalità   |
| -------- | -------------------- | -------- | ---------- |
| AG       | Fabrizio Della Fiori |          | definitivo |
|          | Flavio Cossettini    |          | definitivo |
|          | Giuliano Tirabosco   |          | definitivo |

| Cessioni | Cessioni          | Cessioni            | Cessioni       |
| R.       | Nome              | a                   | Modalità       |
| -------- | ----------------- | ------------------- | -------------- |
| AP       | Giancarlo Sarti   | Amici Pall. Udinese | fine contratto |
| A        | Alfredo Barlucchi | V.L. Pesaro         | fine contratto |
| A        | Angelo Rovati     | Fortitudo Bologna   | fine contratto |
| AP       | Claudio Valentini | Junior Casale       | fine contratto |
|          | Claudio Galbiati  |                     | fine contratto |
| C        | Renzo Pinasco     | Fulgor L. Forlì     | fine contratto |

## Risultati
| Campione d'Italia 1967-68 |
| ------------------------- |
| Pall. Cantù 1º titolo     |